# Lewis Chalmers
Lewis John Chalmers (* 4. Dezember 1986 in Manchester) ist ein englischer Fußballspieler. Der Mittelfeldspieler steht seit 2007 bei Aldershot Town unter Vertrag.

## Karriere
Chalmers, der das Fußballspiel bei Manchester United, Manchester City und Accrington Stanley erlernte, sammelte seine ersten Erfahrungen im Seniorenbereich beim FC Altrincham in den Ligen der Football Conference. 2005 stieg er mit dem Klub aus der Conference North in die Conference National auf. 2007 wechselte er zum Ligakonkurrenten Aldershot Town, die ihm einen Profivertrag anboten.
In seiner ersten Saison mit Aldershot gewann der Einwurfspezialist den Conference League Cup und stieg als Ligameister mit dem Team in die Football League Two auf. Dort kam er zunächst nur unregelmäßig zum Einsatz und wurde daher Anfang 2009 an Crawley Town verliehen. Ende Februar beorderte Aldershot Chalmers wegen des Ausfalls einiger Spieler zurück und er steht seither in der Stammelf.
Zwischen 2006 und 2008 kam Chalmers zu insgesamt zehn Einsätzen für „England C“, einer Nationalauswahl von Spielern aus dem Non-League football. 2008 gewann er mit dem Team das Four Nations Tournament.

## Erfolge
- Conference National: 2008
- Conference League Cup: 2008